# Troels
Troels ist als eine dänische Form des altnordischen Namens Þórgísl, mit der Bedeutung „Thors Pfeil“ (im Sinne einer Waffe), ein dänischer männlicher Vorname.
Die norwegische und schwedische Form des Namens ist Truls.

## Namensträger

### Form Troels
- Troels Andersen (1940–2021), dänischer Kunsthistoriker und Museumsleiter
- Troels Arnkiel (1638–1712), dänischer Geistlicher und Altertumsforscher
- Troels Fink (1912–1999), dänischer Historiker und Diplomat
- Troels Kløvedal (1943–2018), dänischer Schriftsteller
- Troels Lund Poulsen (* 1976), dänischer Politiker
- Troels Lyby (* 1966), dänischer Schauspieler
- Troels II Munk (1944–2023), dänischer Schauspieler
- Troels Oerting (* 1957), dänischer Polizist
- Troels Rasmussen (* 1961), dänischer Fußballtorwart
- Troels Svane (* 1967), dänischer Cellist
- Troels Vinther (* 1987), dänischer Radrennfahrer
- Troels Wörsel (1950–2018), dänischer Maler und Grafiker

### Form Truls
- Truls Heggero (* 1981), norwegischer Rockmusiker Truls
- Truls Johansen (* 1989), norwegischer Skirennläufer
- Truls Sønstehagen Johansen (* 1991), norwegischer Nordischer Kombinierer
- Truls Ove Karlsen (* 1975), norwegischer Skirennläufer
- Truls Möregårdh (* 2002), schwedischer Tischtennisspieler
- Truls Mørk (* 1961), norwegischer Cellist
- Truls Vasvik (* 1978), norwegischer Politiker